# Colículo inferior
No tecto do mesencéfalo localizam-se os colículos:
- colículo inferior;
- colículo superior;

A estrutura do colículo inferior é bastante mais simples que a do colículo superior, sendo constituída:
1. Cápsula externa;
2. Núcleo interno.

Recebe aferências do lemnisco lateral e as suas eferências dirigem-se para o corpo geniculado medial, fazendo parte da via auditiva.
Inferiormente aos colículos inferiores encontra-se o freio para o véu medular superior e lateralmente a este surge o nervo troclear, que é o único nervo craniano a emergir da face posterior do tronco cerebral.